# Цаплін Павло Олексійович
Цаплін Павло Олексійович (10 [23] грудня 1906 — лютий 1937) — учасник Громадянської війни в Іспанії. Герой Радянського Союзу (1937, посмертно). Капітан.

## Біографія
Павло Олексійович Цаплін народився 23 грудня (10 грудня — за старим стилем) 1906 року в селі Мордовське Афонькіно Бугульмінського повіту Самарської губернії Російської імперії (нині село Черемшанського району Республіки Татарстан Російської Федерації) у селянській родині. Мордвін-ерзя. Здобув середню освіту.
У ряди Робітничо-селянської Червоної Армії П. О. Цаплін вступив добровольцем у 1923 році. У 1924 році закінчив 17 Тульську піхотну школу. Служив командиром взводу комендантської роти 1-ї Казанської стрілецької дивізії, потім командував взводом 2-го Ульянівського стрілецького полку. 1932 року Павло Олексійович закінчив Ленінградські бронетанкові курси. Службу ніс у Калузі на посаді командира танкової роти 2-го танкового батальйону 13-ї легкої танкової бригади Московського військового округу, яка у 1935 році увійшла до складу 5-го механізованого корпусу.
У жовтні 1936 року капітан П. О. Цаплін серед добровольців був направлений до Іспанії, де йшла Громадянська війна. Спочатку Павло Олексійович займався організацією навчання іспанських танкістів-республіканців у танковій школі поблизу міста Арчена. Проте внаслідок погіршення ситуації на фронті капітан П. О. Цаплін у грудні 1936 був призначений командиром танкової роти в бронетанковій бригаді комбрига Д. Г. Павлова («де Пабло»). Бойове хрещення прийняв у бою з франкістами під Валенсією. У ході бою було тяжко поранено механіка-водія Фролова, після чого танк втратив хід і зупинився. Франкісти спробували взяти екіпаж у полон, але танкісти вогнем кулеметів відбили всі атаки. Спроби противника підпалити танк пляшками із запальною сумішшю також виявилися невдалими. Після восьмої години бою ворог змушений був відступити, втративши близько 60 людей убитими. Взимку 1937 р. рота Цапліна була перекинута під Мадрид і брала участь у боях на річці Харамі, де радянські танкісти зіграли одну з головних ролей у відображенні наступу франкістських військ. Під час одного з боїв танк капітана Цапліна було підбито. Поранений, Павло Олексійович продовжував керувати ротою і вести бій з пошкодженої машини. Розстрілявши весь боєзапас, він підірвав свій танк і повернувся до розташування своєї частини. Рани видалися йому несерйозними, і він відмовився від госпіталізації. Проте за кілька днів у нього почався правець. Капітана Цапліна терміново евакуювали до шпиталю міста Арчена, проте врятувати його не вдалося. Поховали його на військовому цвинтарі міста.
Постановою Центрального Виконавчого Комітету СРСР від 27 червня 1937 року за зразкове виконання спеціальних завдань Уряду зі зміцнення оборонної могутності Радянського Союзу та виявлений у цій справі героїзм капітану Цапліну Павлу Олексійовичу було надано звання Героя Радянського Союзу посмертно.